# Fire 'N Flava
Fire 'N Flava fue un tag team de lucha libre profesional, que trabajo en Impact Wrestling, conformada por Kiera Hogan y Tasha Steelz. 
Han sido dos veces Campeonas Knockouts en Parejas de Impact.

## Historia

### Impact Wrestling (2020-2021)
El 12 de mayo de 2020 en Impact!, Tasha Steelz hizo su debut en Impact Wrestling compitiendo contra Kylie Rae cayendo derrotada. La semana siguiente, en Impact!, Kiera Hogan se acercó a Steelz detrás del escenario y se ofreció a formar un equipo con ella y Steelz aceptó la oferta. Compitieron en su primer combate como equipo el 2 de junio en Impact!, donde derrotaron a Kylie Rae y Susie. Pronto comenzaron una rivalidad con Havok y Nevaeh, que culminó en un No Disqualification Match entre los dos equipos el 11 de agosto en Impact!, que Hogan y Steelz ganaron. Sufrieron su primera derrota como equipo el 6 de octubre en Impact!, contra Rosemary y Taya Valkyrie. El 13 de octubre en Impact!, Hogan y Steelz compitieron contra el equipo de Rosemary y Valkyrie y el equipo de Havok y Nevaeh en una lucha a tres bandas, que Rosemary y Valkyrie ganaron.
En noviembre, el equipo participó en un torneo por los Campeonatos de Knockouts en Parejas de Impact revividos, en el que derrotaron al Team Sea Stars (Ashley Vox y Delmi Exo) en los cuartos de final el 24 de noviembre en Impact!, y Rosemary y Taya Valkyrie en la semifinal el 15 de diciembre de Impact!, avanzando así a la final del torneo en el PPV Hard to Kill el 16 de enero de 2021, donde derrotaron a Havok y Nevaeh para ganar los títulos por primera vez. Fue durante este tiempo que el equipo se hizo conocido como Fire 'N Flava. Defendieron con éxito los títulos contra Havok y Nevaeh en un Texas Tornado No Disqualification Match en No Surrender y a Jazz y Jordynne Grace en Sacrifice. También hicieron una exitosa defensa del título contra Thick And Juicy 2.0 (Brooke Valentine & Willow Nightingale) en el evento For The Culture de Game Changer Wrestling el 8 de abril.
El equipo se disolvería después de que Kiera Hogan anunciara su salida de la empresa.

## Campeonatos y logros
- Impact Wrestling
  - Impact Knockouts Tag Team Championship (2 veces)